# Alexandru Chipciu

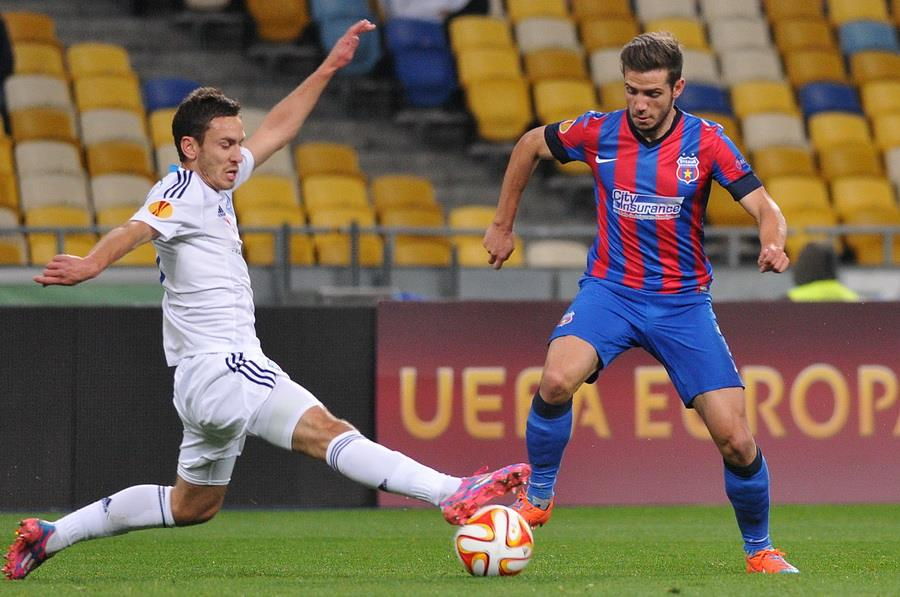
Chipciu a Steaua Bukarestben

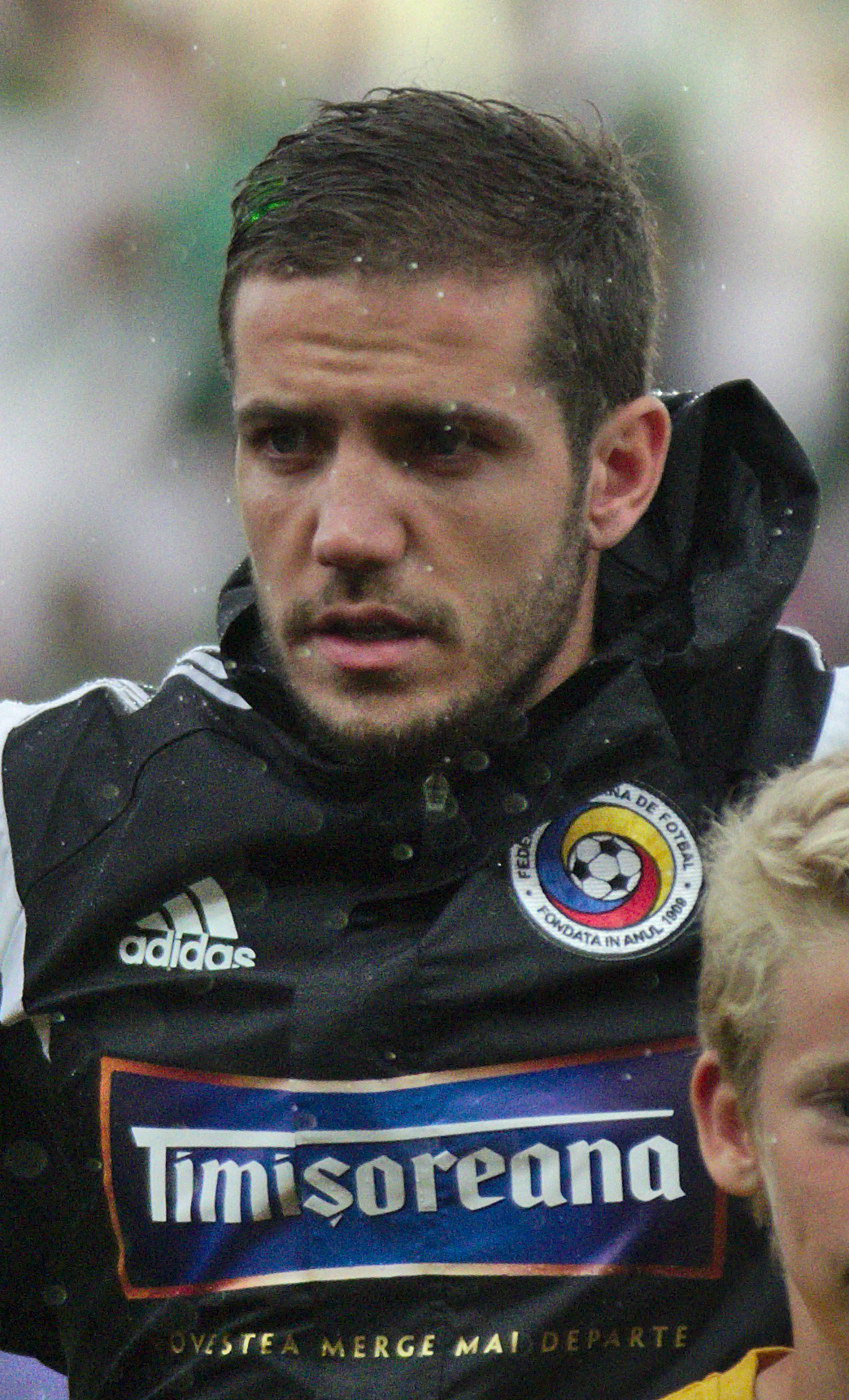
Chipciu a Román válogatottban

Alexandru Mihăiță Chipciu (Brăila, 1989. május 18. –) román labdarúgó, az Universitatea Cluj játékosa.
2011-ben 1,2 millió euróért szerződött a Steaua Bucureștihez, miután öt szezont töltött az FC Brașovnál. Chipciu segített a Steauának a jó Európa-liga-szereplésben is. 2016-ban az Anderleichthez igazolt  , majd 2018-ban az AC Sparta Prahahoz került kölcsönbe.

## Góljai a román válogatottban
| #  | Dátum              | Ellenfél     | Eredmény | Kiírás              | Esemény   |
| -- | ------------------ | ------------ | -------- | ------------------- | --------- |
| 1. | 2011. november 15. | Görögország  | 3 – 1    | Barátságos mérkőzés | 67' 81'   |
| 2. | 2013. március 22.  | Magyarország | 2 – 2    | Vb-selejtező        | 86' 90+2' |
| 3. | 2014. június 4.    | Algéria      | 1 – 2    | Barátságos mérkőzés | 28' 85'   |
| 4. | 2016. október 8.   | Örményország | 5 – 0    | Vb-selejtező        | 60' 67'   |
| 5. | 2018. október 11.  | Litvánia     | 2 – 1    | Nemzetek Ligája     | 13'       |
| 6. | 2019. június 10.   | Málta        | 4 – 0    | Eb-selejtező        | 34'       |